# クールシュヴェル (サヴォワ県)
クールシュヴェル （Courchevel）は、フランス、オーヴェルニュ＝ローヌ＝アルプ地域圏、サヴォワ県のコミューン。2017年1月1日、サン＝ボン＝タランテーズとラ・ペリエールが合併して誕生した。

## 地理
タランテーズ谷に位置する。県東部の山岳地帯にある。コミューン面積はドロン・ド・ボゼル川の左岸である。

## 由来
クールシュヴェルとは、サン＝ボン＝タランテーズにあるスキー場の名称に由来する。

## 行政
コミューン役場はサン＝ボン＝タランテーズにおかれる。各コミューンとも、首長代理が置かれる権限委任コミューンである。クールシュヴェル議会は、次の選挙まで2つの元コミューンの全議員で構成される。

## 交通
- クールシュヴェル飛行場